# Neoleucinodes elegantalis
Neoleucinodes elegantalis, conhecida como broca-pequena-do-fruto ou broca-pequena-do-tomateiro, é uma mariposa da família Crambidae descrita por Achille Guenée em 1854. É encontrada no México, Costa Rica, Cuba, Honduras, Granada, Guatemala, Jamaica, Panamá, Porto Rico, Trinidad e Tobago, Argentina, Brasil, Colômbia, Equador, Guiana, Guiana Francesa, Paraguai, Peru, Suriname, Uruguai e Venezuela. É uma praga importante em diversas regiões tomaticultoras do Brasil.

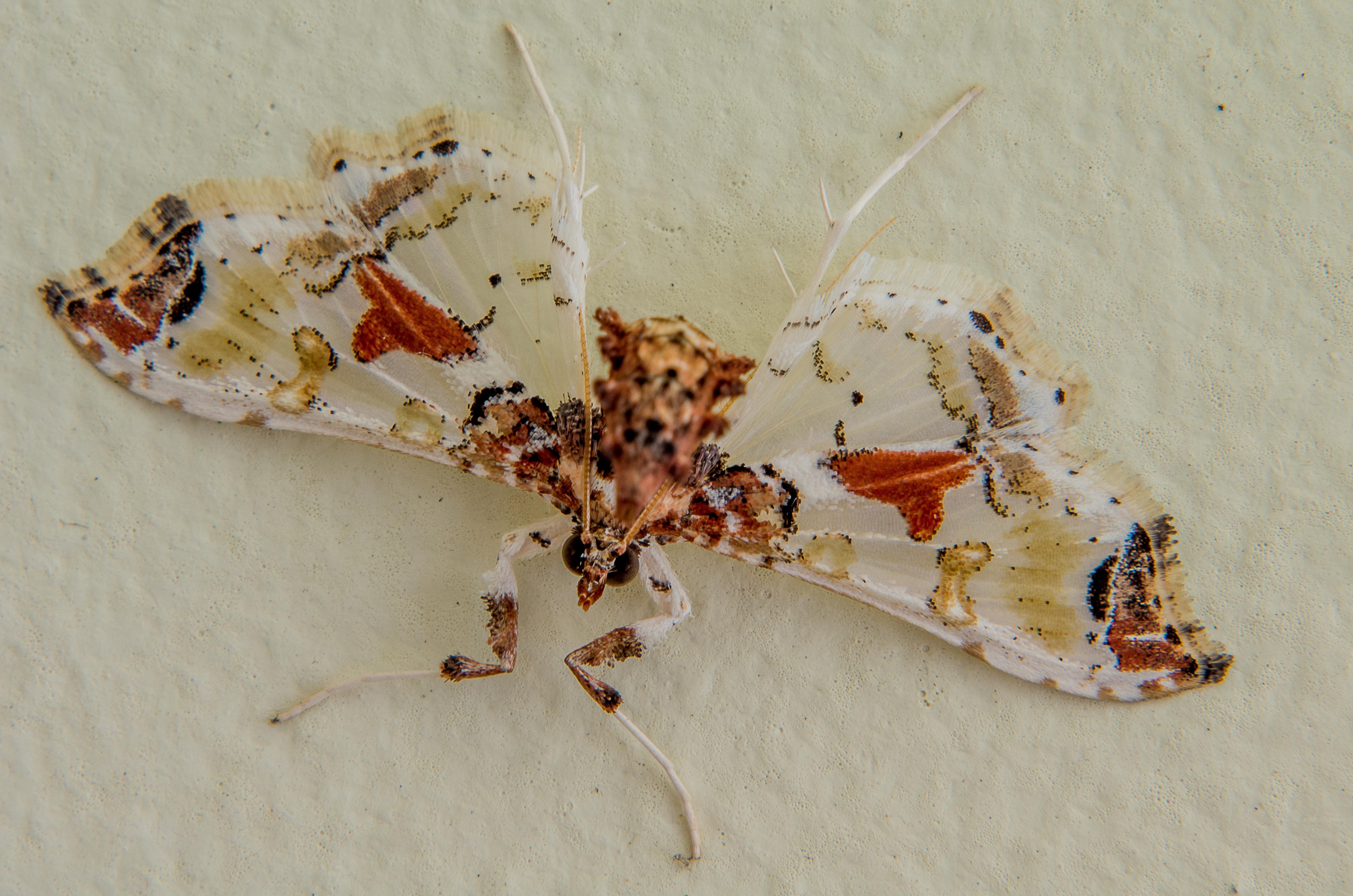
N. elegantalis adulta com abdômen dobrado sobre a cabeça

## Descrição
O ovo recém colocado é branco leitoso, passando a amarelo claro, alaranjado e avermelhado, quando próximos a eclosão. Têm formato achatado e é colocado em número variável, são depositados no pecíolo ou sépalas de flores e no cálice das frutas, individualmente ou em grupos, podendo ser três por fruto, em média.
As lagartas (ou larvas) têm 11 a 13 milímetros de comprimento e são de coloração rosada e uniforme, com o primeiro segmento torácico amarelado. A mariposa tem uma envergadura de 15 a 33 milímetros, as fêmeas crescem maiores que os machos. As asas são brancas e transparentes com manchas de vários tons de marrom. O corpo e as antenas são pardas esbranquiçadas. A fêmea possui abdômen volumoso com a parte final truncada e o macho possui o abdômen delgado com a parte final aguda e recoberta por um penacho em forma de pincel.

## Reprodução e crescimento
Após eclodirem procuram penetrar no fruto por qualquer parte, através da película da fruta, característica que limita a efetividade dos inseticidas e do controle biológico. O orifício feito para sua penetração é quase imperceptível e posteriormente desaparece devido ao deslocamento da polpa atacada. Terminado o período larval (após 20 dias em média) a lagarta abandona o fruto e passa a pupa nas proximidades do solo, nos detritos existentes em torno da planta, confeccionando o casulo. O período médio compreendido entre a eclosão da lagarta e a penetração no fruto é de 70,3 minutos. As larvas podem dobrar-se sobre a borda de uma folha ou escavar no solo, na base da planta.
Após cerca de 17 dias, da lagarta emerge o adulto, uma mariposa de cerca de 25 milímetros de envergadura e coloração branca. O tempo de vida do adulto é de cerca de 6 dias e é a fase que resiste a temperaturas mais baixas (até 8,5ºC).

## Danos na agricultura
É um inseto-praga que, entre outras coisas, afeta o cultivo de tomate, capsicum, jiló e berinjela. Os frutos são afetados pelas lagartas, que perfuram um pequeno buraco e comem a polpa e sementes das frutas.
Estas mariposas são consideradas um dos principais problemas para a cultura do tomate por causarem prejuízos diretamente no produto comercializado. Causam prejuízos consideráveis também em outras espécies de solanáceas. Com a eclosão dos ovos, as larvas imediatamente perfuram o fruto, deixando uma cicatriz de entrada, mediante a qual se reconhece que o fruto está atacado pela praga. A larva permanece alimentando-se dentro do fruto e quando se aproxima da fase de pupa, sai empupando no solo, deixando no local o orifício de saída, que permite a entrada de micro-organismos patógenos no fruto, tornando-o desútil para a comercialização.

## Medidas de controle
A broca-pequena-do-fruto é uma praga de difícil controle, pois a lagarta, assim que eclode, perfura e penetra no fruto, permanecendo no mesmo até completar o seu desenvolvimento, não sendo, dessa forma, facilmente atingida. O controle da praga é feito normalmente através do uso de produtos químicos podendo-se, no entanto, integrar os métodos cultural e biológico.
O controle cultural consiste no emprego de práticas agrícolas rotineiras, visando criar um agroecossistema menos favorável ao desenvolvimento e sobrevivência dos insetos-praga. Recomenda-se realizar a catação manual e a destruição dos frutos perfurados; eliminar as solanáceas silvestres, como juás e jurubeba; não cultivar plantas hospedeiras da praga nas proximidades da cultura do tomateiro; podar os brotos terminais ("quebra do olho" ou "capação") quando a planta apresentar seis a sete cachos.
Como agente de controle biológico, o uso de parasitoides de ovos do gênero Trichogramma e do controle microbiano de lagartas com Bacillus thuringiensis são usados para o controle de N. elegantalis. Esses dois agentes de controle biológico são produzidos comercialmente; no entanto, a quantidade e forma de liberação ou aplicação desses produtos variam conforme a recomendação do fabricante.